# محل دفن زباله قاضی‌پور

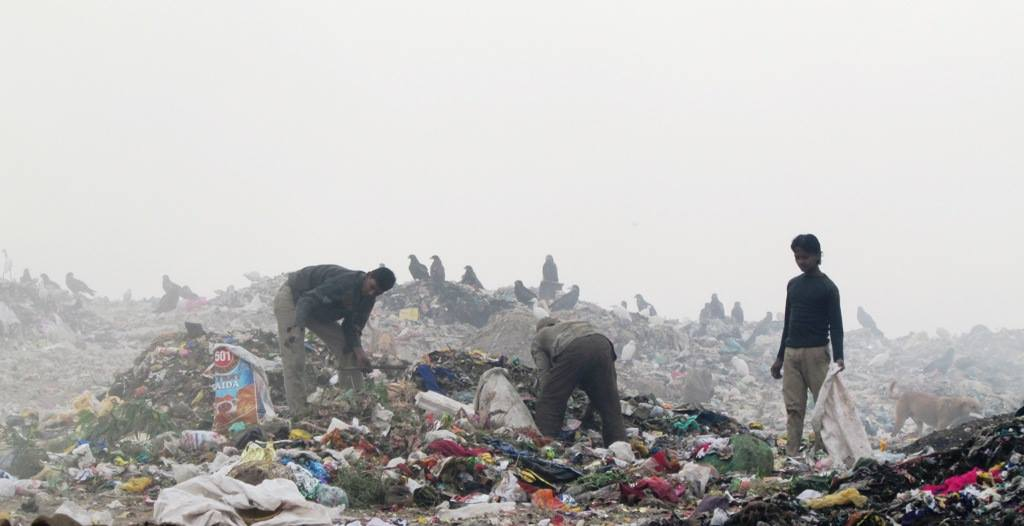
کارگران بالای محل دفن زباله قاضی‌پور در سال ۲۰۱۳

محل دفن زباله قاضی‌پور (به انگلیسی: Ghazipur landfill) یک سایت تخلیه زباله است که در سال ۱۹۸۴ برقرار گردید. این مکان در قاضی‌پور، روستایی در بخش شرقی دهلی، هند واقع شده است.
سایت تخلیه زباله، مساحتی حدود ۷۰ جریب فرنگی (۲۸ هکتار) را دربر گرفته است و ارتفاعی بیش از ۱۵۰ فوت (۴۶ متر) دارد. قاضی‌پور به یکی از بزرگ‌ترین مکان‌های دفن زباله در دهلی تبدیل شده است. محل دفن زباله در سال ۲۰۰۲ به حداکثر ظرفیت خود دست یافت. با این وجود، همچنان به فعالیت خود در امر دریافت زباله‌های جامد از شهر دهلی ادامه داد.
علی‌رغم تلاش‌های صورت گرفته برای کاهش مشکلات، سوء مدیریت درازمدت در محل دفن زباله، زیان‌های قابل توجه زیست‌محیطی، آتش‌سوزی و شرایط خطرناکی برای سلامتی انسان به همراه داشته است، وفق اینکه این سایت گازهای سمی منتشر می‌کند، آب‌های زیرزمینی را آلوده می‌کند و خطر آتش‌سوزی شدید ایجاد می‌کند.
در روز ۲۱ آوریل ۲۰۲۴، یک حادثه آتش‌سوزی بزرگ در سایت دفن زباله رخ داد. آتش به سرعت گسترش یافت و چند ناحیه از محل دفن زباله را دربر گرفت. دود سمی ناشی از آتش‌سوزی مشکلات قابل توجهی برای تنفس و سلامتی ایجاد کرده است. علت آتش‌سوزی مشخص نشد.